# S.V.D.
S.V.D. (С. В. Д.) è un film del 1927 diretto da Grigorij Michajlovič Kozincev e Leonid Zacharovič Trauberg.